# Muchametša Abrachmanovič Burangulov
Muchametša Abrachmanovič Burangulov (in russo Мухаметша Абдрахманович Бурангулов?; in baschiro: Мөхәмәтша Әбдрәхмән улы Буранғолов; Krasnogvardejskij rajon, 15 dicembre 1888 – Ufa, 9 marzo 1966) è stato un poeta e drammaturgo sovietico di etnia baschira.

## Biografia
Dopo gli studi all'Istituto pedagogico baschiro, dal 1938 lavorò presso l'Istituto di ricerca di lingua e letteratura di Ufa. Negli anni '50 fu perseguitato dal regime sovietico, per poi essere riabilitato nel 1959.
Il suo lavoro di raccolta di miti come quello di Ural-batyr e di descrizione delle cerimonie nunziali contribuì allo sviluppo del folclore baschiro. Abile sėsėn, nel 1942 scrisse il kubair Vatan hugyšy ("Guerra patriottica"). Fu autore di commedie incentrate sulle leggende popolari baschire. Tra le sue opere teatrali si ricordano Aškadar (1919), Baškort tujy ("Il matrimonio baschiro", 1939) e Šaura (1948).